# Stanisław Szkiela
Stanisław Szkiela (ur. 23 września 1904 w Warszawie, zm. 28 marca 1983 tamże) – polski działacz sportowy, mistrz piekarski.

## Życiorys
W 1921 był współzałożycielem (razem z Janem Władysławem Wilczyńskim) klubu sportowego Sarmata, pracował jako piekarz. Podczas II wojny światowej od 1940 brał udział w działalności konspiracyjnej, z racji wykonywanego zawodu posługiwał się pseudonimem „Bochenek”. Był zaszeregowany do III Obwodu „Waligóra” Warszawskiego Okręgu Armii Krajowej działającego na warszawskiej Woli. W powstaniu warszawskim walczył w stopniu sierżanta. Po zakończeniu działań wojennych powrócił do zawodu i był mistrzem piekarskim, w latach 1945–1948 i 1960–1972 pełnił funkcję prezesa Robotniczego Klubu Sportowego Sarmata, a w latach 1958–1969 był wiceprezesem ds. administracyjno-organizacyjnych Polskiego Związku Kolarskiego, w latach 1958–1970 przewodniczącym sekcji kolarskiej CRZZ.
Uchwałą Prezydium Krajowej Rady Narodowej z 11 października 1946 na wniosek zastępcy Naczelnego Dowódcy WP gen. dyw. Mariana Spychalskiego został odznaczony Złotym Krzyżem Zasługi za zasługi położone przy organizacji Robotniczego Tramwajowego Klubu Sportowego „Sarmata” w 25-tą rocznicę istnienia klubu.
Był ojcem Wojciecha Szkieli.